# فیرت-ترونشتادت
فیرت-ترونشتادت (به آلمانی: Viereth-Trunstadt) یک شهر در آلمان است که در بامبرگ واقع شده‌است. فیرت-ترونشتادت ۳٬۶۷۲ نفر جمعیت دارد.